# Gert van Rooyen
Cornelius Gerhardus van Rooyen, dit « Gert » van Rooyen, est un Sud-africain qui, avec sa compagne, Joey Haarhof, est suspecté d'avoir enlevé et assassiné au moins six mineures d'âge, entre 1988 et 1989. Les victimes n'ont jamais été retrouvées. Van Rooyen tue sa compagne et se suicide après l'évasion de leur dernière victime, évitant ainsi l'arrestation et le procès.

## Antécédents
En 1954, Van Rooyen est envoyé en maison de correction pour avoir volé une voiture et un fusil puis, six ans plus tard, il est condamné à une peine de prison pour avoir dérobé des pièces de moteur et des vêtements. Marié et père de six enfants, il gère avec ses frères une entreprise de construction.
En 1979, il enlève deux filles âgées de dix et treize ans. Il les emmène au barrage d'Hartbeespoort près de Pretoria. Là, il les violente et abuse d'elles sexuellement après les avoir forcées à se dévêtir. Van Rooyen relâche les filles le jour suivant, à Pretoria. Arrêté quelque temps plus tard, il est condamné à quatre ans d'emprisonnement pour voie de fait, agression sexuelle et enlèvement, mais il est relaxé après n'avoir purgé que les trois quarts de sa peine.
En septembre 1983, Van Rooyen et son épouse Aletta divorcent. En 1988, il fait la connaissance de Francina Johanna Hermina Haarhoff – dite « Joey » Haarhoff. Le couple vit à Warm Baths et Umdloti (en), sur la côte de la province de KwaZulu-Natal.

## Victimes supposées
- Le 1er août 1988, Tracy-Lee Scott-Crossley, quatorze ans, disparaît à Randburg près de Johannesburg. Des témoins affirment l'avoir vue monter à bord d'une Volkswagen Coccinelle devant le centre commercial de Cresta (en). Son frère, qui n'avait pas voulu l'accompagner, se sentant responsable de sa disparition, en restera traumatisé et, devenu adulte, il tuera un fermier avant de jeter le corps de celui-ci aux lions.
- Le 22 décembre 1988, Fiona Harvey, de Pietermaritzburg, âgée de douze ans, disparaît à son tour. On remarque alors la présence d'une Ford Bantam de couleur blanche, arborant une publicité pour l'entreprise de bâtiments publique de Van Rooyen, ce qui amènera par la suite à faire suspecter celui-ci.
- Le 7 juin 1989, c'est Joan Horn, douze ans, qui disparaît à Pretoria.
- En juillet 1989, Janet Delport, seize ans, est enlevée dans un centre commercial de Durban par une femme blonde. Elle est retrouvée errant non loin de là, choquée, mais indemne.
- Quelques semaines plus tard, Rosa Piel, neuf ans, disparaît à Alberton. On pense alors que Van Rooyen se sert de Haarhoff comme d'un leurre pour attirer ses victimes. Des institutions pour enfants signalent qu'à la demande de son compagnon, Haarhoff leur téléphonait pour proposer d'accueillir chez eux des filles pour les vacances et les weekends. C'est ainsi qu'à la fin de l'année 1989, une adolescente de quatorze ans, qui avait été recueillie dans un orphelinat de la province de l'État libre d'Orange, passe les vacances de Noël chez le couple. Ils en demandent la garde, mais cela leur est refusé.
- Le 22 septembre 1989, deux fillettes, Odette Boucher, onze ans, et Anne-Mari Wapenaar, douze ans, disparaissent dans le parc de Kempton. Le 29 septembre 1989, Kobie Wapenaar, la mère d'Anne-Mari, reçoit une lettre de sa fille disant qu'elle et Odette se trouvent à Durban en compagnie de garçons ; on suspecte que cette lettre aurait été écrite sous la coercition.
- Le 3 novembre 1989, Yolanda Wessels, treize ans, nièce de Joey Haarhof, la complice de Van Rooyen, disparaît elle aussi.
- Le 11 janvier 1990, Joan Booysen, seize ans, est enlevée par Haarhoff sur la place de l'église de Pretoria. Emmenée chez Van Rooyen, rue de Malherbe, Capital Park, elle y est menottée, droguée et violée, avant d'être enfermée à clef dans un placard. Sans doute Van Rooyen pensait-il que la jeune fille était plus jeune qu'elle ne paraissait. Joan parvient à s'échapper, et prévient la police. La maison de Van Rooyen est alors placée sous surveillance et, quatre jours plus tard, Van Rooyen est identifié tandis qu'il conduit, près de chez lui, un pick-up blanc de marque Ford, ressemblant à la description du véhicule repéré sur les lieux de l'un des enlèvements. Les policiers se lancent alors à sa poursuite, mais Van Rooyen a le temps de tuer Haarhoff et de se suicider avec un revolver, avant que le couple ait pu être capturé.

## Enquête
Toutes les disparitions, excepté celles de Rosa Piel et de Tracy-Lee Scott-Crossley, ont pu été reliées, sur base de témoignages ou d'indices matériels, à Van Rooyen et Haarhof après le décès de ceux-ci. Par exemple, l'adresse d'Odette Boucher, le numéro de téléphone, un badge, ainsi que l'adresse d'Anne-Mari et ses clefs ont été découverts dans la maison du couple. Toutefois, aucune des victimes supposées de Van Rooyen n'a jamais pu être retrouvée, en dépit de recherches minutieuses effectuées par la police dans les locaux commerciaux et la maison de Van Rooyen – surnommée par la presse « la maison des horreurs ».
En 1996, la banque d'Absa donne carte blanche à la police pour enquêter dans la maison de Van Rooyen, en espérant ainsi pouvoir permettre d'élucider des disparitions. Le 13 mai 1996, les autorités font démolir la maison, afin que l'on puisse rechercher de nouveaux indices concernant la captivité des jeunes filles. Le toit est enlevé et aspiré, dans l'espoir de découvrir éventuellement des cheveux ou des ongles. Ce sont ensuite les murs qui sont abattus, puis la cuisine et la chambre à coucher principale. On a recours à un système de sonar afin de dégager d'éventuelles cavités. Le sol du jardin est tamisé : quelques ossements sont découverts mais qui, selon les médecins légistes, n'appartiennent pas à des corps humains.
En février 2001, Flippie van Rooyen, le fils de Gert van Rooyen, est reconnu coupable devant la cour de Pretoria d'avoir commis par trois fois un parjure, après qu'il a livré sous serment à la police des témoignages contradictoires concernant les six jeunes disparues.
Le 12 mars 2007, l'affaire suscite de nouveau l'intérêt, après la découverte d'ossements ayant appartenu à de jeunes gens sur une plage proche d'Umdloti, à environ 500 m de KwaZulu-Natal, un lieu de villégiature que Van Rooyen et Haarhoff avaient fréquenté. Des tests ADN, effectués alors, ne permettent pas d'identifier l'une ou l'autre des victimes attribuées à Van Rooyen.
Un numéro de la série télévisée d'investigation Carte blanche a consacré un épisode controversé à cette mystérieuse affaire Van Rooyen.
En novembre 2007, des ossements ont été découverts dans une propriété voisine de la maison de Van Rooyen, alors que l'on y creusait la terre en vue de l'installation d'une piscine. Les autorités locales ont été prévenues, et les ossements ont été analysés en vue de déterminer s'ils étaient d'origine humaine et s'ils appartenait aux jeunes disparues.